# Armin Krings
Pour les articles homonymes, voir Krings.
Armin Krings, né le 22 novembre 1962 à Mönchengladbach (Allemagne de l'Ouest), est un footballeur luxembourgeois des années 1980-1990. Il évoluait au poste d'attaquant.

## Biographie
Il est international luxembourgeois entre 1987 et 1991, à 14 reprises, pour un but contre l'Irlande.
Joueur de l'Avenir Beggen de 1981 à 1997, avec une parenthèse au FC Mondercange (1995-1996), il est meilleur buteur du championnat à sept reprises.